# Jeroboam sacrificando a los ídolos
Jeroboam sacrificando a los ídolos es una pintura de historia en óleo sobre lienzo realizada en 1752 por Jean-Honoré Fragonard. 
La pintura describe a Jeroboam, el primer rey del norteño Reino de Israel, ofreciendo sacrificio al ídolo. Este trabajo es considerado como ejemplo perfecto del estilo exuberante de Fragonard. 
Con esta pintura ganó Jean Honoré el Premio de Roma en 1752.

## Descripción
Este trabajo muestra a Jeroboam, el primer rey del reino del norte, Israel, a la izquierda, con las manos alzadas en oración. La composición a la derecha aparece más dinámica en comparación con la figura escultural de Jeroboam, con funcionarios sujetando al profeta de Dios que le reprende. En el centro de la composición, se alza al fondo el ídolo, el Becerro de Oro, uno de los símbolos de Yahvé que Jeroboam erigió como estatuas en los templos que construyó en Dan y Bethel (1 Reyes 12:26-30 y 1 Reyes 13:1-5).